# John Calvin Coolidge

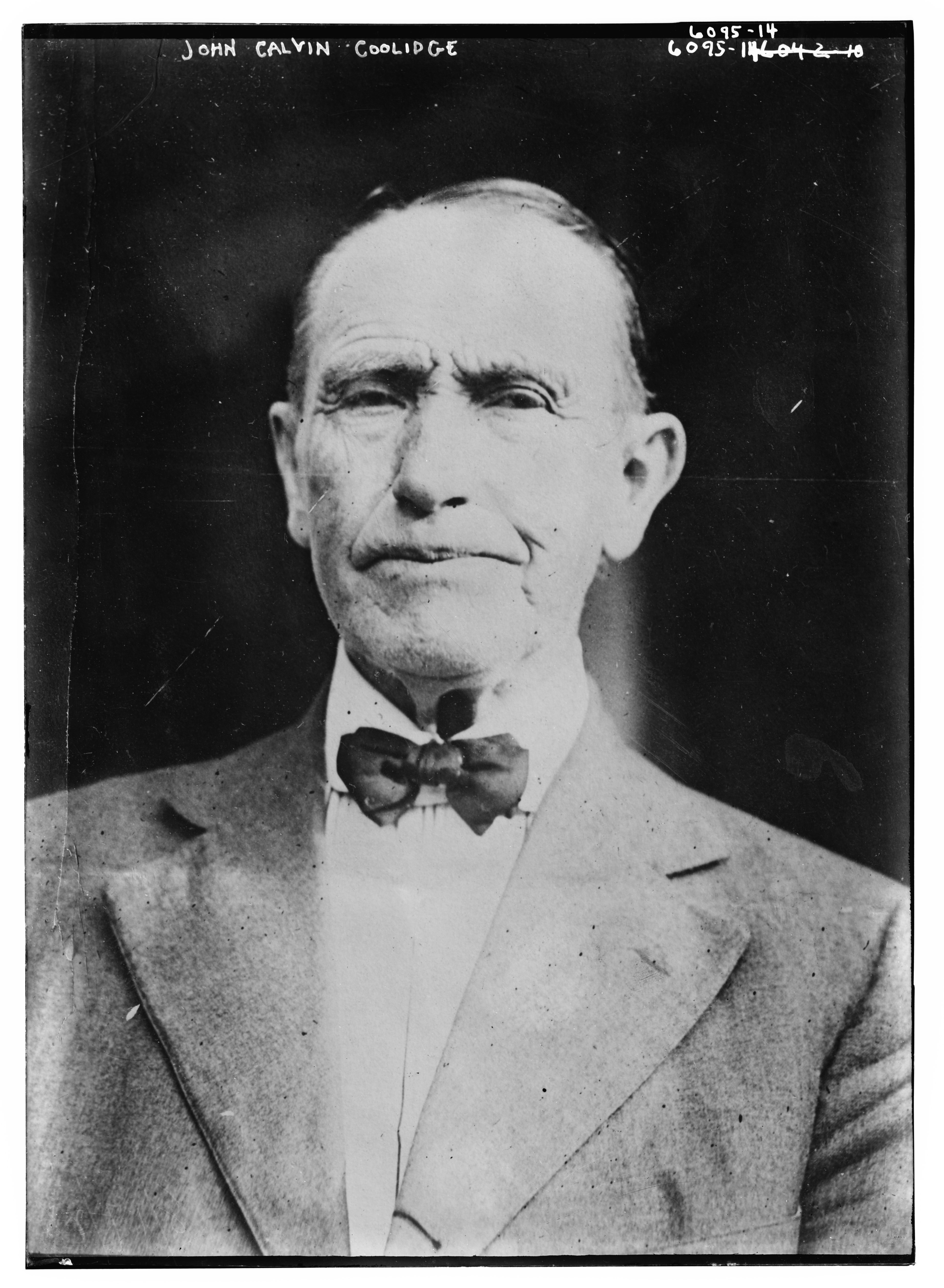
John Calvin Coolidge

John Calvin Coolidge, Sr. (* 31. März 1845 in Plymouth Notch, Vermont; † 18. März 1926 ebenda) war ein US-amerikanischer Farmer, Politiker (Republikanische Partei) und Vater des späteren US-Präsidenten Calvin Coolidge, den er auch vereidigt hat. Er saß sowohl im Repräsentantenhaus von Vermont als auch im Senat von Vermont.

## Leben
John Calvin Coolidge wurde am 31. März 1845 in Plymouth Notch als Sohn von Calvin Galusha Coolidge (1815–1878) und Sarah Coolidge geboren. Die puritanisch bzw. kongregationalistische Familie der Coolidges hatte ihr Wurzeln in England und ließ sich in Massachusetts nieder. Über seine Familie mütterlicherseits hatte er aber auch indianische Vorfahren. John Calvin Coolidges Familienzweig war nach dem Unabhängigkeitskrieg nach Vermont ausgewandert, wo sein Vater die Familienfarm in dritter Generation bewirtschaftete. Seine Mutter unterrichtete in der Sonntagsschule und war als Weberin sowie Hebamme tätig. John Calvin Coolidges sechs Jahre jüngerer Bruder Julius Caesar Coolidge (1851–1870) starb bereits früh. John Calvin Coolidge wurde nach dem französischen Reformator Johannes Calvin benannt.
John Calvin Coolidge besuchte Elementary School in Plymouth Notch und anschließend für einige Jahre die Black River Academy in Ludlow. Danach arbeitete er als Stellmacher von Plymouth, half auf der Farm seines Vaters aus und war auch für eine Weile Schulleiter an der Pinney Hollow District School. Nach dem Tod seines Vaters betrieb er die Farm in bereits vierter Generation weiter, obwohl der Boden in der gesamten Umgebung eigentlich wenig anbaufähig war. Coolidge produzierte unter anderem Zuckersirup sowie Holz und hielt auch Rinder, Schweine, Hühner und Schafe. Er betrieb außerdem den General Store und war lange Zeit als Postmeister, Steuereintreiber und stellvertretender Sheriff sowie zeitweise als Versicherungsvertreter und Notar tätig.
Von 1872 bis 1878 saß John Calvin Coolidge im Repräsentantenhaus von Vermont. Er saß im Ausschuss für die sogenannten Reform Schools des Bundesstaates und legte seinen Fokus auch besonders auf die Versorgung der Veteranen des Bürgerkrieges. Von 1910 bis 1912 vertrat er das Windsor County im Staatssenat.
1868 heiratete er Victoria Josephine Moor Coolidge (1846–1885), die Tochter eines nahegelegenen Farmers, mit der er den Sohn Calvin Coolidge (1872–1933) und die Tochter Abigail Grace Coolidge (1875–1890) hatte. Nach dem frühen Tod seiner Ehefrau half auch seine Mutter bei der Erziehung der Kinder. Er heiratete später erneut. John Calvin Coolidge verstarb am 18. März 1926 im Alter von 80 Jahren und wurde in schlichter Zeremonie neben seiner Tochter und seinen beiden Ehefrauen begraben.

### Vereidigung seines Sohnes

Gemälde der Vereidigung von Calvin Coolidge durch seinen Vater

John Calvin Coolidge (rechts) mit seinem Sohn Calvin Coolidge (links) im Garten vom Weißen Haus, 1924

Nach dem überraschenden Tod von Präsident Warren G. Harding vereidigte John Calvin Coolidge in seiner Funktion als Friedensrichter und Notar seinen Sohn Calvin Coolidge (damals Vizepräsident) in den Morgenstunden des 3. August 1923 zum 30. US-Präsidenten. Calvin Coolidge verbrachte damals seinen Urlaub im Haus seines Vaters und wurde so zum einzigen Präsidenten, der von seinem Vater vereidigt worden war. Die schlichte Zeremonie wurde im Rundfunk übertragen. Nach der Vereidigung äußerte der Justizminister Harry Daugherty Zweifel, ob ein Richter auf Bundesstaatsebene überhaupt einen Präsidenten vereidigen könne, woraufhin die Zeremonie zwei Wochen später durch einen Bundesrichter in Washington D.C. wiederholt wurde.